# (73809) 1995 SS48
(73809) 1995 SS48 – planetoida z pasa głównego asteroid okrążająca Słońce w ciągu 3,72 lat w średniej odległości 2,4 j.a. Odkryta 26 września 1995 roku.